# 講會
王陽明門派之下的學者在講學工作上，發展出的特別的活動。

講會既名為「講」，則闡釋經書與辨析各家學說，自爲其主要內容。最重要的，還是在於理學的最深切層面，正是源自於孟子的「人皆可以為堯舜」之對「成聖」的肯定， 而人要如何才能夠成為聖人？依照《大學》的指示為修、齊、治、平，所以講會不止是學理上的闡述，尤要重視德業的精進，王門的講會大都立有會約，鄒守益就曾在嘉靖二十八年(1549)，為青原會重新訂定會約，這分會約為我們提供了解明儒講會內涵的重要資料：
邇者緒山、龍溪二君自浙中臨復古，大聚於青原，考德問業，將稽先師傳習之緒。 而精進者寡，因循者眾，是忽實修而崇虛談也。意者相規相勸之方有未至，與喜怒屢遷，而自以為任真；言動多苟，而自以為無傷；子臣弟友宗族鄉黨多少不盡分處，而自以為無敗虧。知者不肯言，言者不肯盡，而聞者亦不肯受，不幾於相率而爲善柔乎？......自今以往共訂除舊布新之策，人立一簿用以自考，家立一會 與家考之，鄉立一會與鄉考之。凡鄉會之日，設先師像於中庭，焚香而拜，以次 列坐，相與虛心稽切:居處果能恭否？執事果能敬否？與人果能忠否？盡此者為 德業，悖此者為過失。德業則直書於冊，慶以酒；過失則婉書於冊，罰以酒。顯過則罰以財，大過則倍罰以為會費。凡與會諸友，各親書姓名及字及生辰，下注 「願如約」三字，其不願者勿強其續，願入者勿限。
上文顯示，講會注重個人的虛心檢討，並透過團體的力量以約束，進而促成個人在道德修養上的超越。

## 特色
講會舉行的地點通常在書院和寺院，由多位可能分屬不同學派的學者參加，除了闡述自己的學說外，也相互探討辯析。這種講學方式大約是源自淳熙二年(1175)，由呂祖謙(1137-1181)主持，並邀請朱熹(1130-1200)、陸九淵(1139-93)參加的江西「鵝湖之會」。
王門最早的講會是由王守仁在餘姚親自主持的「惜陰會」， 據錢德洪(1497-1574)記載：
嘉靖四年(西元1525)，守仁歸居餘姚，定會於當 地龍泉寺的中天閣，以每月的朔、望、初八、二十三日為聚會之期。守仁並勉勵諸生 或五、六日，八、九日，雖有俗事相妨，亦須破冗一會於此。務在誘掖獎勵，砥 礦切磋。使道德仁義之習，日親日近，則勢利紛華之染，亦日遠日疏。
各階層的人士都可以參加，如王畿就曾記載南直隸的「九龍會」本來是士子的集會，後來民眾聽說人人都可以學聖賢，於是農、工、商賈皆來參加。此外，學者們還利用此機會，大力推行許多社會公益活動。

## 歷史紀錄
江右王門學者從嘉靖初年開始，就以書院為基地組織了許多講會，有些講會還一直延續到明代晚期，如朱國槓(萬曆17年進士)就會記載：
江西講會，莫多於吉安，在郡有青原、白鷺之會，安福有復古、復真、復禮、道東之會，廬陵有宣化、永福、二卿之會，吉水有龍華、玄潭之會，泰和有粹和之會，萬安有雲興之會，永峰有一峰書院之會，又有智度、敬業諸小會時時舉行。
這其中規模最大、影響層面最廣的是「復古會」與「青原會」。

## 意義
從實際的層面說，講學諸子要完成其目標，只靠個人的單打獨鬥，成效終究有限，此時講會就扮演了重要的角色，提供了自由的學習空間，其有計畫的教育活動，讓知識分子除了埋首科舉時文外，猶能啟迪思想，辨析學術大師思想之精華，定期聚講，以集體的力量向民間傳播理學，使理學能有更細緻的發展，可視為一大規模的鄉村文化運動，此亦為前代之所不及也。如黃宗羲所說：
有明文章事功,皆不及前代。獨於理學,前代 之所不及也。牛毛繭絲,無不辨析,真能發先儒之未發。

## 註腳
1. ↑  孟子與其後學. . . 〈告子章句下〉.
2. ↑  鄒守益. . . 卷9,〈惜陰申約〉.
3. ↑  錢德洪. . 臺北: 宏業書局. 1983: 頁50.
4. ↑  王畿. . 臺北: 華文書局. 1970: 頁28.
5. ↑  朱國禎. . 臺北: 新興書局. 1960: 頁8.
6. ↑  黃宗羲. . . 〈發凡〉,頁17。.